# Малахіт
Малахі́т — поширений мінерал класу карбонатів, основний карбонат міді острівної будови.

## Загальний опис
Хімічна формула: Cu2[CO3][OH]2.
Сингонія моноклінна.
Призматичний вид.
Спайність досконала.
Утворює суцільні дрібнозернисті виділення, іноді сталактити, кірки і нальоти, а також ниркоподібні (зелена скляна голова) і променисто-жилкуваті агрегати.
Кристали рідкісні. Габітус їх призматичний, голчастий до волокнистого.
Густина 3,9-4,15.
Твердість 3,5-4,05.
Колір зелений.
Блиск скляний, шовковистий до алмазного.
Риса блідо-зелена.
Напівпрозорий до непрозорого.
Трапляється в зонах окиснення мідних родовищ, де утворює псевдоморфози по самородній міді, куприту, церуситу, азуриту.
Великі родовища малахіту: Гумешівське і Міднорудянське (Урал, РФ), Чок-Пакське (Казахстан); Колвезі (Конго), Бісбі (штат Аризона, США) тощо.
Малахіт — цінне виробне каміння, сировина для виготовлення фарб.
Від грецьк. «малахе» — мальва (Plinius C. Secundus, 77).

## Різновиди
Розрізняють:
- малахіт волокнистий (агрегати малахіту, складені волокнистими індивідами);
- малахіт зелений (зайва назва малахіту);
- малахіт землистий (землисті агрегати малахіту);
- малахіт кременистий (застаріла назва хризоколи);
- малахіт кремнекислий (застаріла назва хризоколи);
- малахіт мідний (зайва назва хризоколи);
- малахіт оливковий (зайва назва лібетеніту);
- малахіт свинцевистий (основний карбонат свинцю і міді — PbCu3[(OH)2 | (CO3)2]);
- малахіт синій (азурит).

## Галерея

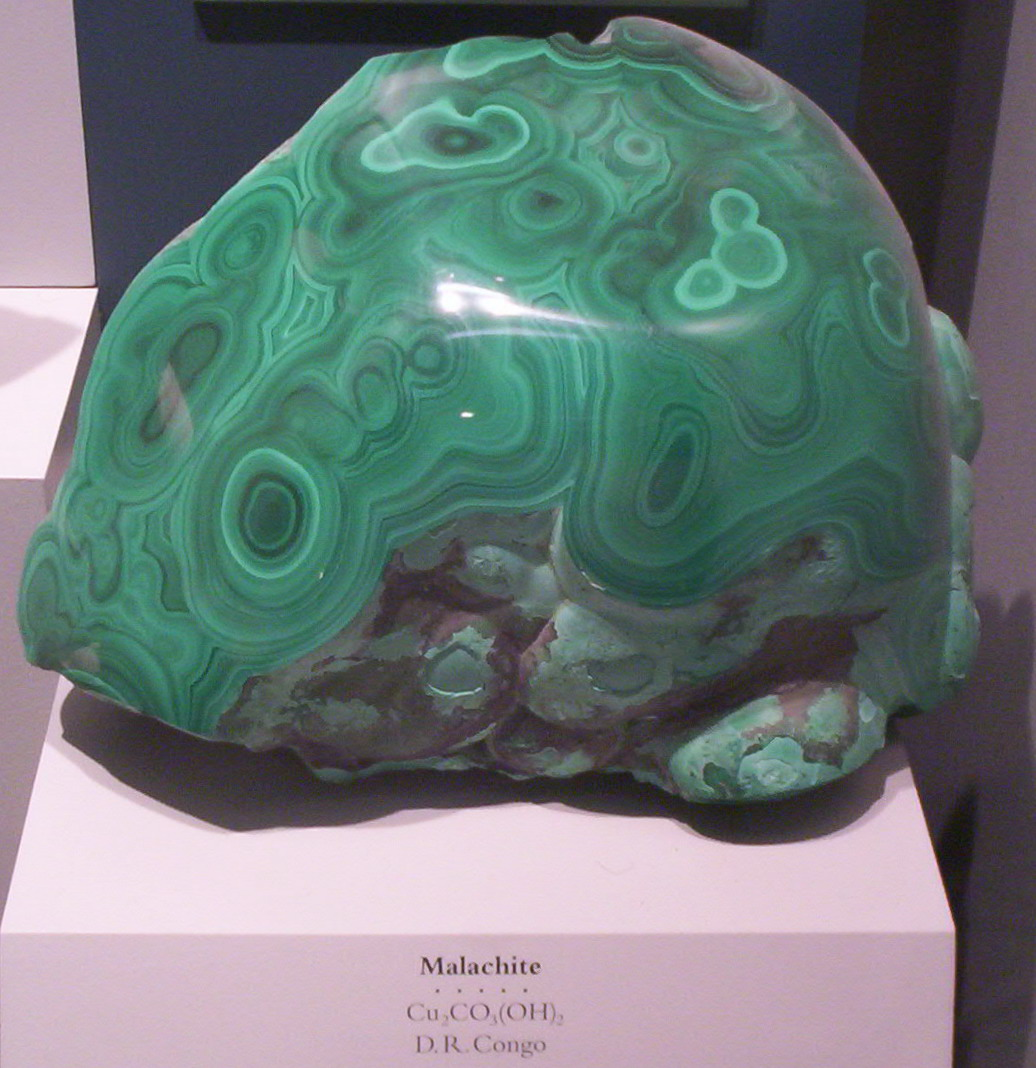
Малахіт з Конго
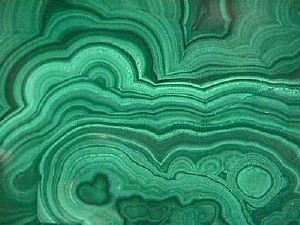
Малахіт, Польща
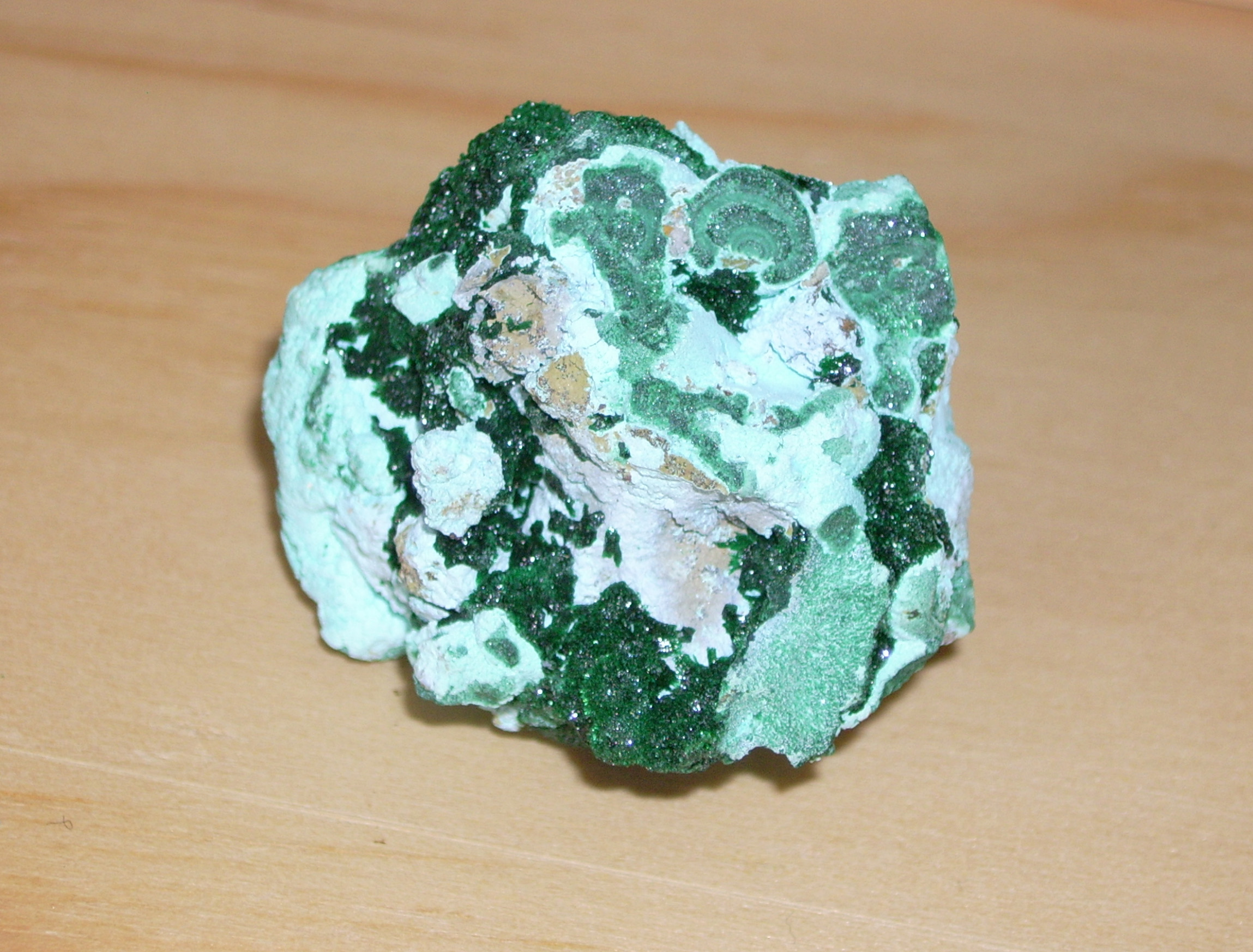
Малахіт
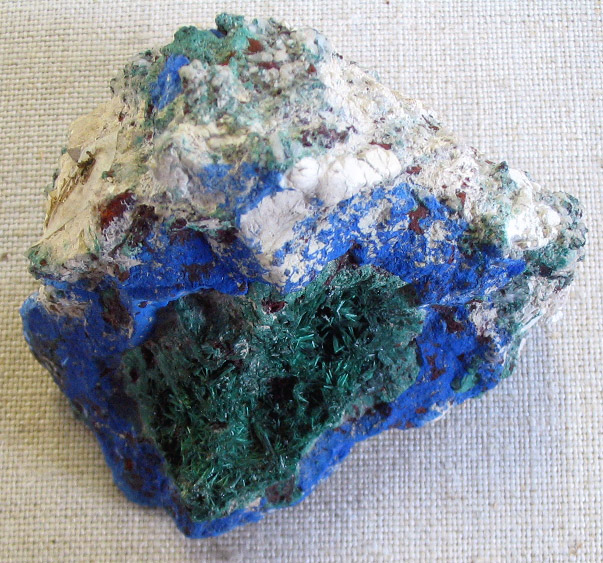
Малахіт з кристалами азуриту, коричневим купритом, білим каолінітом
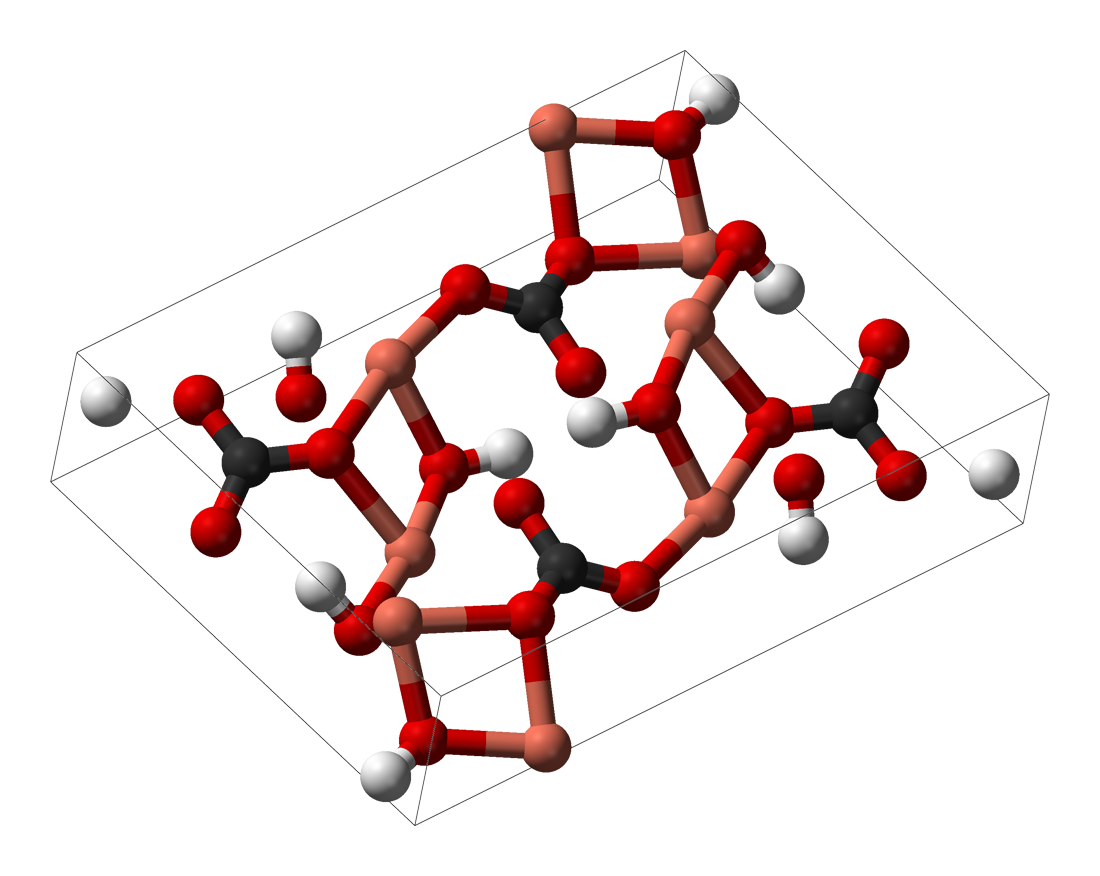
Модель елементарної комірки малахіту
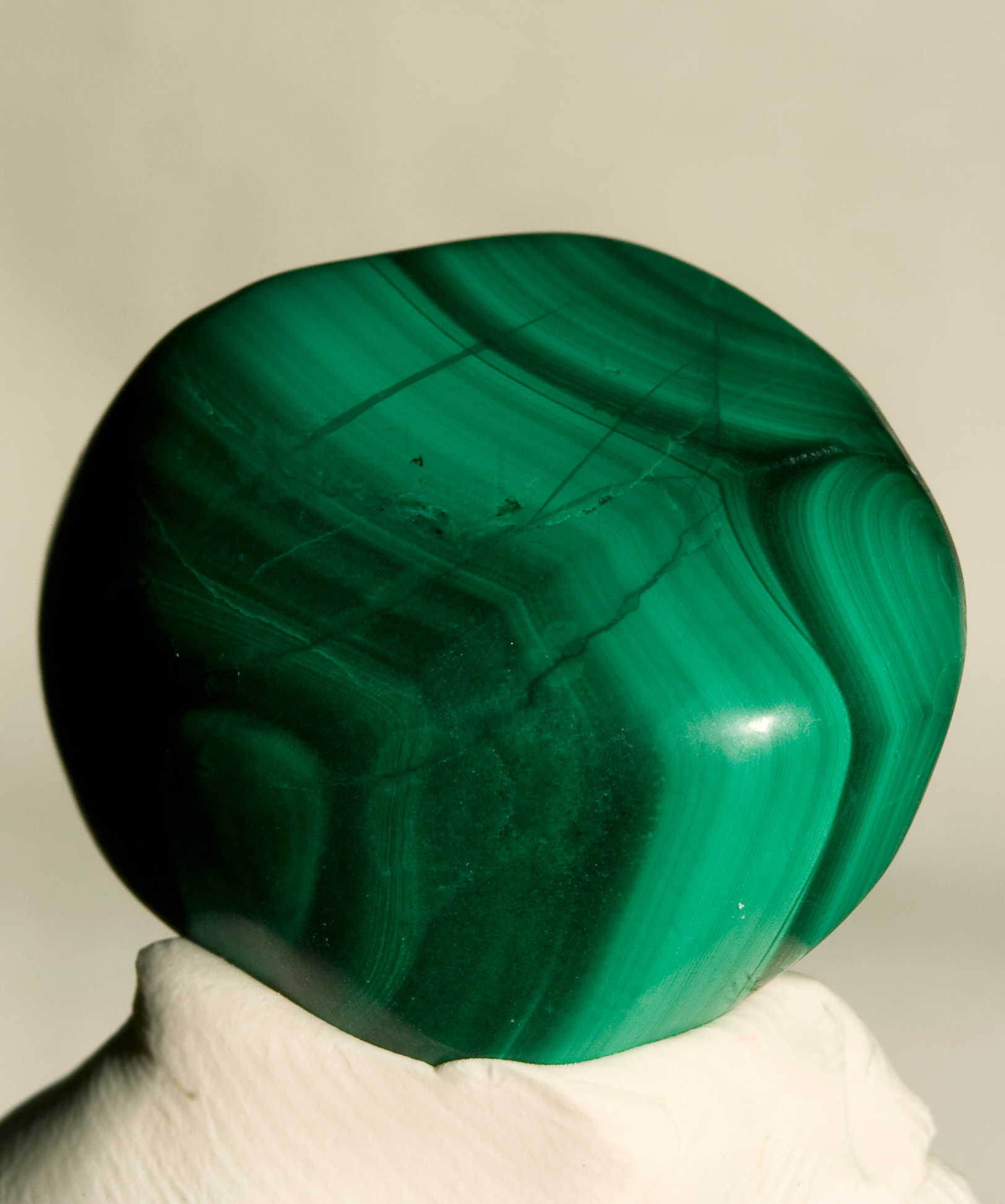
Малахіт, Польща
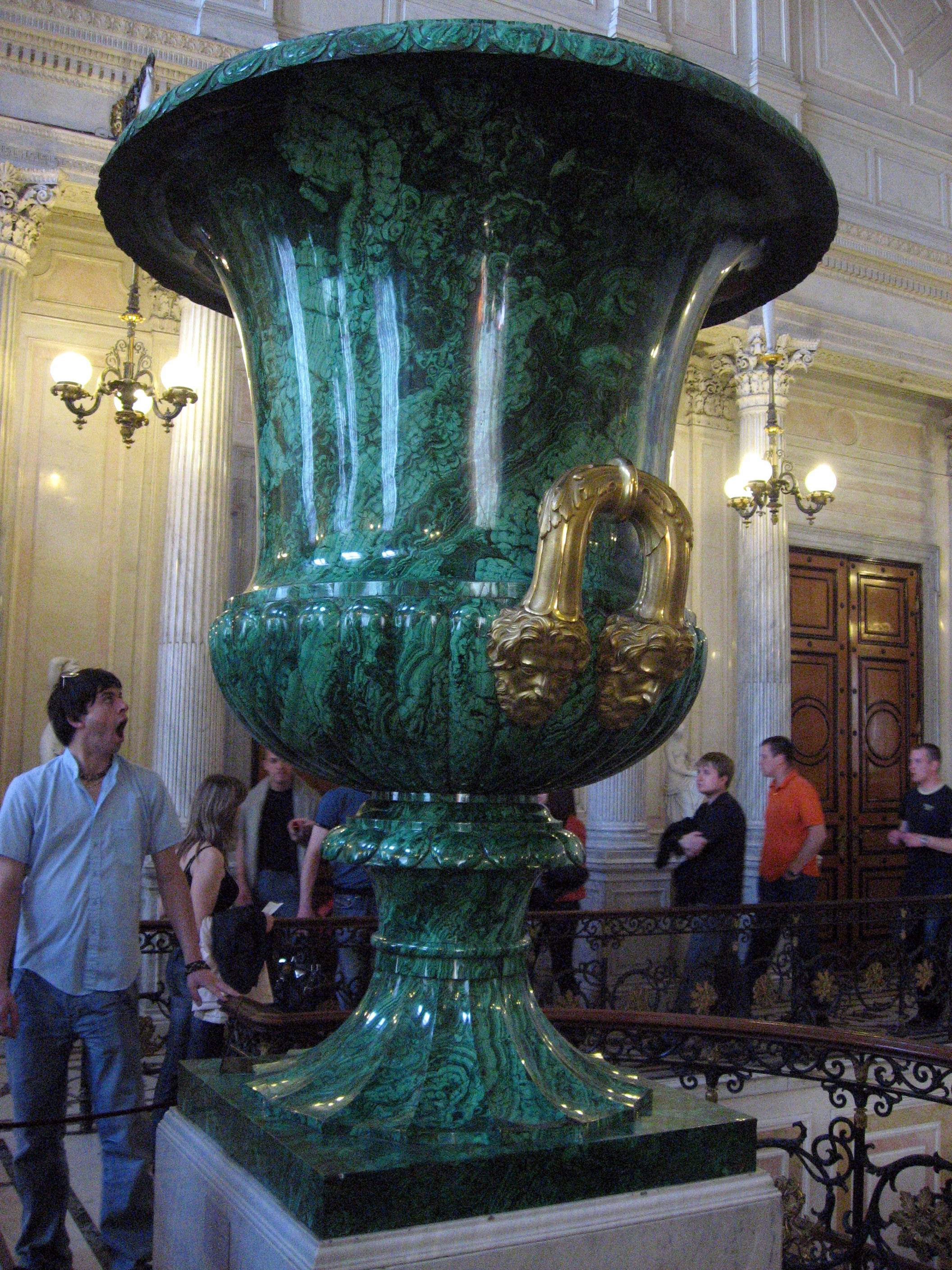
Малахіт, Росія
Малахіт
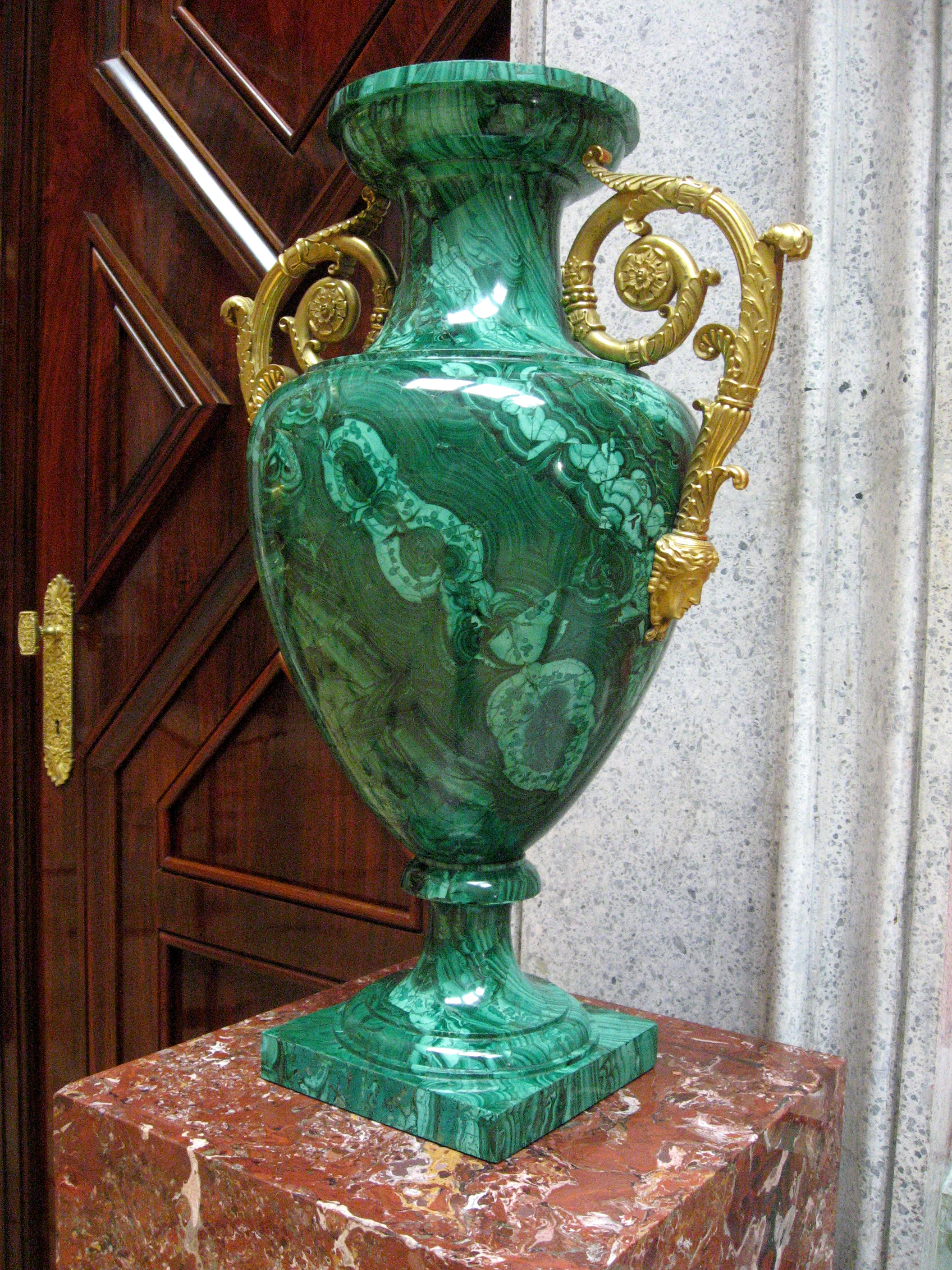
Ваза з малахіту в Ермітажі
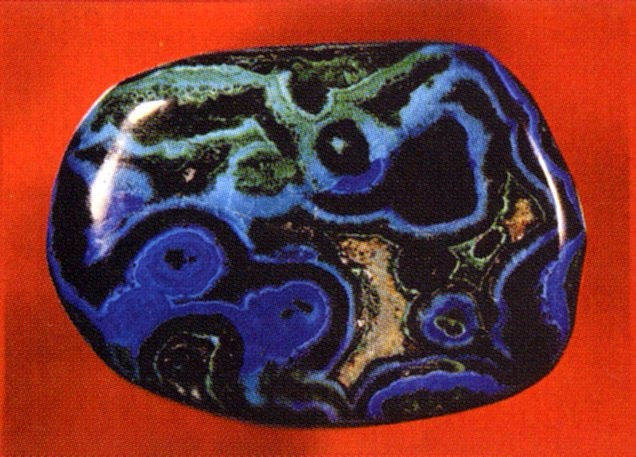
Азурит і малахіт